# حکمت شادان
حکمت شادان (به آلمانی: Die fröhliche Wissenschaft; ترجمه تحت‌اللفظی: دانش شاد) که گاه با نام‌های دانش شادان، فرزانگی شادان، دانش طربناک یا دانش شادکامی نیز شناخته می‌شود، کتابی فلسفی اثر فیلسوف آلمانی فریدریش نیچه است که نخستین بار در سال ۱۸۸۲ منتشر شد. این اثر یکی از مهم‌ترین و عمیق‌ترین کتاب‌های نیچه به‌شمار می‌رود و بسیاری از ایده‌های کلیدی او که در آثار بعدی‌اش مانند چنین گفت زرتشت، فراسوی نیک و بد و تبارشناسی اخلاق بسط و توسعه یافتند، برای اولین بار در این کتاب مطرح شده‌اند.
این کتاب شامل گزین‌گویه‌ها، اشعار، و تأملاتی در باب موضوعات متنوعی چون اخلاق، دین، هنر، علم، و معنای زندگی است.

## تاریخچه انتشار و ساختار
نیچه «حکمت شادان» را در اوج فعالیت فکری خود نوشت. این کتاب در ابتدا در سال ۱۸۸۲ در چهار کتاب (بخش) منتشر شد و سپس در سال ۱۸۸۷، نیچه ویرایش دوم آن را با افزودن یک کتاب پنجم، پیشگفتاری جدید، و اشعار دیگری منتشر کرد. ساختار کتاب به صورت گزین‌گویه است؛ یعنی شامل بندهای کوتاه و مستقلی است که هر یک به موضوعی خاص می‌پردازند. این شیوه نگارش به خواننده امکان می‌دهد تا به صورت غیرخطی با ایده‌های نیچه درگیر شود.

## مضامین اصلی
«حکمت شادان» بستری برای معرفی برخی از مهم‌ترین ایده‌های فلسفی نیچه است:

### مرگ خدا
یکی از مشهورترین بخش‌های این کتاب، گزین‌گویه ۱۲۵ با عنوان «مرد دیوانه» است که در آن نیچه برای اولین بار مفهوم «مرگ خدا» را مطرح می‌کند. این گزین‌گویه نه به معنای مرگ فیزیکی یک موجود الهی، بلکه به معنای از دست دادن اعتبار و سلطه مفاهیم سنتی الهی در فرهنگ غرب است. نیچه استدلال می‌کند که این «مرگ خدا» به از بین رفتن بنیان‌های اخلاقی و ارزشی منجر شده و انسان را در مواجهه با نیهیلیسم رها کرده است.

### اراده معطوف به قدرت
اگرچه مفهوم «اراده معطوف به قدرت» (Wille zur Macht) به‌طور کامل در آثار بعدی نیچه توسعه می‌یابد، ریشه‌های آن در «حکمت شادان» قابل مشاهده است. نیچه در این کتاب به بررسی انگیزه‌های بنیادی پشت رفتار انسانی می‌پردازد و اشاره می‌کند که جستجو برای قدرت، نه به معنای سلطه بر دیگران، بلکه به معنای غلبه بر خود و تحقق ظرفیت‌های بالقوه است.

### بازگشت ابدی
نظریه «بازگشت ابدی همان» (Ewige Wiederkunft des Gleichen) برای اولین بار در گزین‌گویه ۳۴۱ از «حکمت شادان» مطرح می‌شود. این ایده که همه وقایع در جهان بی‌نهایت بار در زمان تکرار خواهند شد، به عنوان یک آزمایش فکری مطرح می‌شود که از خواننده می‌خواهد تا کیفیت زندگی خود را بسنجد. اگر کسی بتواند زندگی خود را به گونه‌ای زندگی کند که آرزو کند بارها و بارها تکرار شود، او به بالاترین سطح از تأیید زندگی دست یافته است.

### مفهوم «حکمت شادان»
عنوان کتاب به معنای «علم شاداب» یا «دانش سرخوشانه» است و به رویکرد جدید نیچه نسبت به فلسفه اشاره دارد. نیچه در این کتاب، با رویکردی انتقادی اما با نگاهی امیدوارانه، به بررسی مفاهیم سنتی می‌پردازد. او معتقد است که فلسفه نباید تنها به دنبال حقیقت باشد، بلکه باید به انسان کمک کند تا زندگی را با شور و اشتیاق بپذیرد، حتی در مواجهه با حقایق ناخوشایند. این «شادمانی» ناشی از پذیرش سرنوشت، فراتر رفتن از محدودیت‌ها، و خلق ارزش‌های جدید است.

## تأثیر و اهمیت
«حکمت شادان» به دلیل تأثیر عمیقش بر تفکر غربی، به ویژه در حوزه‌های اگزیستانسیالیسم، پست‌مدرنیسم، و روان‌شناسی، مورد توجه قرار گرفته است. این کتاب، با سبک نگارش نوآورانه و ایده‌های جسورانه‌اش، نه تنها بستری برای توسعه فلسفه بعدی نیچه (مانند «چنین گفت زرتشت» و «فراسوی نیک و بد») بود، بلکه به عنوان یک اثر مستقل نیز از اهمیت بالایی برخوردار است. بسیاری از مفسران، «حکمت شادان» را به دلیل وضوح و در دسترس بودن نسبی آن، نقطه‌ای مناسب برای آغاز آشنایی با اندیشه‌های پیچیده نیچه می‌دانند.

## سبک و لحن
حکمت شادان به دلیل سبک ادبی خاص و لحن منحصر به فردش نیز شهرت دارد. نیچه در این کتاب از ترکیبی از آفوریسم، شعر، پارابل و روایت استفاده می‌کند. لحن او اغلب شوخ‌طبعانه، کنایه‌آمیز، تند و گاهی نیز شاعرانه است. این سبک، خواننده را به تفکر فعالانه وامی‌دارد و از ارائهٔ سیستم‌های فلسفی خشک و جزمی دوری می‌کند. عنوان کتاب، «حکمت شادان»، خود نیز بیانگر رویکرد نیچه است: رویکردی که در آن جستجو برای حقیقت و دانش حتی در مواجهه با سخت‌ترین حقایق، با نوعی شادی، سبک‌بالی و تأیید زندگی همراه است.

## ترجمه‌های فارسی
تا کنون چندین ترجمه از «حکمت شادان» به زبان فارسی منتشر شده است که از جمله مهم‌ترین آن‌ها می‌توان به موارد زیر اشاره کرد:
- ترجمه علی عبداللهی، نشر مرکز
- ترجمه محمدحسین قربانی، انتشارات جامی